# Căpușu Mare
Căpușu Mare là một xã thuộc hạt Cluj, România. Dân số thời điểm năm 2002 là 3698 người.